# Les Braqueuses
 (mars 2008).
Si vous disposez d'ouvrages ou d'articles de référence ou si vous connaissez des sites web de qualité traitant du thème abordé ici, merci de compléter l'article en donnant les références utiles à sa vérifiabilité et en les liant à la section « Notes et références ».
Ne pas confondre avec Les Braqueuses, surnom donné à l'Équipe de France de basket-ball féminin
Pour plus de détails, voir Fiche technique et Distribution.
Les Braqueuses est un film français de Jean-Paul Salomé sorti le 29 juin 1994.

## Slogans
« Le bonheur, ça se mérite ! »

« Elles quittent le fourneau pour manier le chalumeau »

## Synopsis
Dans la Drôme, quatre jeunes femmes en galère, Cécile, Muriel, Bijou et Lola, ayant du mal à joindre les deux bouts, veulent se sortir de la médiocrité. Tant pis pour la légalité, elles décident de braquer un sex-shop… pour ne rapporter que 1 500 francs ! Ce n'est malheureusement pas ça qui va rembourser les dettes du quatuor. Les filles vont alors passer à la vitesse supérieure : le Crédit de la Drôme. Mais tout cela n'est pas si simple et leur statut de femme peut à tout moment reprendre le dessus et faire capoter un braquage minutieusement mis au point. Vont-elles réussir leur coup ? La police va-t-elle être à la hauteur des pros que sont devenues nos braqueuses ?
Cécile, Muriel, Bijou et Lola sont des amies d'enfance qui ont étudié dans le même établissement. Quelques années plus tard, à Montélimar, Cécile, enseignante se retrouve face à des difficultés financières concernant sa maison, le banquier ne lui laissant que 8 jours pour trouver 36 542 francs pour rembourser sa dette. Bijou, qui vient d'accoucher de sa troisième fille, doit faire face au départ imprévu de son compagnon Max, militaire, avec une autre femme. Désemparée, elle trouve refuge chez Cécile. Alors que Lola vient de sortir de prison et qu'elle loge chez Muriel et son compagnon handicapé Xavier, le jardin de leur caravane se retrouve saccagé. Livrés à eux-mêmes, ils viennent tous chez Cécile. 
En ville, Bijou et Lola assiste à une scène : un jeune adolescent menace un pharmacien avec une arme. Se lançant à sa poursuite, le pharmacien quitte son lieu de travail laissant sa caisse ouverte. Sous le choc, les deux amies ont l'idée de dépouiller ce qu'il y a dans la caisse. Cécile et Muriel sont choquées, contrairement à Lola et Bijou qui sont satisfaites de ce vol qui peut arranger un peu leurs affaires. 
Bijou et Lola commencent à concocter un plan et Muriel se joint à elles. Leur but : cambrioler un sex-shop. Comprenant ce que ses amies tentent de faire, Cécile s'oppose et s'interdit d'y aller, estimant qu'elle est honnête. Alors que les trois amies sont sur le point de commettre le vol, Cécile corrigeant ses copies se fait alpaguer par sa sœur qui lui fait remarquer le fait qu'elle s'amuse jamais. Résignée, elle rejoint ses amies mais le cambriolage ne se passe pas comme prévu : Muriel, armée d'un pistolet agrafeur, tire sur le patron de Lola, présent sur les lieux. Elle fuient et se réfugient dans un bar avec leur butin : 1500 francs. Mais Muriel culpabilise et regrette son acte. Sur les lieux du cambriolage, l'inspecteur Thierry s'entretient avec le caissier du sex-shop, qui pense qu'il s'agit d'une bande de jeunes garçons basanés.
Le lendemain, Cécile rejoint Lola dans son bus et lui faire savoir les nouvelles dans le journal : "hold-up au sex-shop: une bande de jeunes maghrébins scalpe le directeur d'une compagnie d'autocar avant de dérober 280 000 francs dans la caisse". Dégoûtée, Cécile fait part de son idée à Lola : de s'attaquer à plus grand. Cécile emmène ses élèves en sortie pédagogique dans le Crédit de la Drôme, histoire de tout savoir sur le fonctionnement interne de la banque. Elle les interroge ensuite afin d'avoir toutes les cartes en main pour le hold-up. Afin de bien s'entraîner, elles s'inscrivent toutes à un club de boxe, dirigé par l'inspecteur Thierry. Bijou en tombe amoureuse et c'est réciproque. De son côté, Cécile s'entretient avec Muriel du plan initial. Cécile espère voir ses amies compétentes, étant en contact avec l'inspecteur. Elles s'entraînent en regardant des films d'actions, en volant les faux pistolets du restaurant où travaille Muriel. Au total, il leur faut 48 678 francs pour sortir du rouge. 
Le jour du hold-up, Lola roule à toute vitesse avec son car pour se rendre au lieu de rendez-vous, Bijou, débordée, s'occupe de ses trois filles, Muriel complètement à cran, prépare les tables du restaurant, mais prétexte à son patron, à qui elle doit de l'argent, un rendez-vous important à l'hôpital (Xavier et elle ayant du mal à avoir un bébé) et Cécile, faisant une dictée, attend avec impatience l'heure du rendez-vous. Lola retrouve Muriel dans un coin isolé et elles foncent toutes les deux chez le patron de Lola. Celle-ci lui vole sa voiture pour le casse. Sur place, Bijou fait diversion près du panneau électrique et, avec l'aide d'une bêche à eau, coupe le courant. Cécile rentre dans la banque en tant que cliente et prétexte un versement de 350 francs à Monsieur Leroux. Prêtes, les trois autres amies déguisées se ruent dans la banque et prennent Cécile en otage. Le braquage se passe bien grâce à la visite de Cécile à la banque et aux comptes-rendus de ses élèves. Elles quittent la banque, déposent la voiture dans le coin isolé et rentrent avec le bus de Lola. Cécile se rend alors au commissariat et fait part de sa fausse prise d'otage à l'inspecteur Thierry. Muriel, bien décidée à se débarrasser de son patron, qui la harcèle continuellement, échange les billets qu'il garde contre "la liasse spéciale", ceux qu'elle a eu à la banque, indiquant le hold-up. Compréhensif, l'inspecteur Thierry écoute Cécile et croit trouver une piste : il retrouve le patron de Lola le lendemain, qui a miraculeusement trouvé sa voiture garée devant la compagnie. L'inspecteur trouve une tache d'urine (Bijou a uriné après le braquage) sur la banquette arrière comme l'a dit Cécile. Lola, maltraitée par son patron qu'elle trouve odieux, sort le pistolet agrafeur de sous la voiture, suscitant encore plus de soupçon envers son supérieur. Le patron de Muriel se fait repérer par le guichetier de la banque avec "la liasse spéciale" qu'il donne en dépôt à la banque. La relation de Bijou et Thierry devient concrète. La maison de Cécile commence à prendre forme avec la nouvelle machine à laver, le mixeur, etc. Lola se plaint auprès de Bijou qu'elle n'a pas de coin pour elle dans la maison. La discussion se termine sur les cicatrices qu'elles ont toutes les deux. De son côté, Cécile, après un discours éloquent envers ses élèves et leur avenir, elle leur annonce qu'ils ont très bien travaillé et que leur travail obtient un 20/20 collectif. 
Mais les choses ne s'arrangent pas pour elles : la mère de Cécile revient avec son nouveau mari, Léopold., et s'installe dans la maison, au grand désespoir des filles. Cécile lui reproche alors d'être partie sans lui quelque chose et sans avoir donné signe de vie pendant deux ans. Cécile sermonne ses amies sur leurs dépenses car elles ont déjà plus un sou. Cécile leur confisque leurs cartes de crédit pour éviter tout écart. résignés à manger la glace du frigo à cause d'une coupure de courant, chacun s’apitoie sur son sort. Mais Muriel commence à craquer et se dispute avec Bijou qui, en pleurs, se réfugie dans la salle de bain, nettoyant la baignoire, le ménage lui calmant les nerfs. Lola, elle, se rend à son ancienne prison et, ivre, crie à l'intention de ses anciennes co-détenues. 
Cécile devient la cliente privilégiée de la banque, elle obtient un coffre-fort. Avec l'aide de ses élèves, encore une fois, Cécile parvient à embarquer ses amies dans le pillage de tous les coffres-forts de la banque en passant par les égouts. Bijou voit de plus en plus Thierry et celui-ci devient comme le père de ses trois filles, dont deux d'entre elles le surnomment "papa Thierry". Muriel revient à son restaurant mais tombe nez-à-nez avec Xavier, qui selon ses dires, devait être admis à l'hôpital. Il la confronte à ses mensonges mais pour le protéger, elle lui ment et lui dit qu'elle l'a trompé. Thierry reçoit un appel et comprend que le crédit de la Drôme a encore été cambriolé. Thierry, sur les confessions de Cécile, émet des doutes sur l'innocence de Monsieur Leroux. La mère de Cécile les surprend, cachant les billets. Elles s'en sortent en mentant et ne se rendant compte de rien, la mère de Cécile repart se coucher. Confiante, Cécile est sûre qu'elle ne comprendra rien. À la suite d'un incident, Muriel met Xavier dans la confession, malgré les recommandations de Cécile. 
Après les travaux de la maison, les amies se retrouvent encore sur la paille. mais le retour inopiné de Max, l'ancien compagnon de Bijou, perturbe le groupe d'amies. Enfin, pas si sûr... Bijou ne se laisse pas démonter face à lui, même ses filles ne le considèrent plus comme leur père. Dans sa classe, Cécile est confrontée à un vol : un walkman a disparu. Le coupable est Mustapha, qui se dénonce publiquement. Au cours d'une brève discussion, Cécile comprend que Mustapha sait ce qu'il s'est passé à la banque. Elle le gifle mais regrette aussitôt son acte. Elle le suit mais lui affirme qu'il ne dira jamais rien avant de lui faire part de ses sentiments. Cécile le rejette, mais jure qu'il ne s'est rien passé. 
La maison se retrouve saisie mais en plus, la mère de Cécile a découvert les masques du premier braquage et le livre de Bijou avec les coupures de presse. Elle confronte Cécile qui, honteuse, pleure. Mais contre toute attente, sa mère lui propose faire encore plus grand pour se sortir de cette galère. Cécile recommence ce qu'elle a fait avec ses élèves et Lola de son côté fait diversion auprès des chauffeurs du véhicule Sécuribank. Elle leur donne rendez-vous à l'auberge du Sans-souci le lendemain. Xavier confronte le patron de Muriel et, jouant la comédie, lui fait croire qu'elle prépare un plan épargne logement. Il lui donne rendez-vous au même endroit. Cécile, jouant de ses charmes, invite Monsieur Leroux à l'auberge du Sans-souci. Bijou, avec l'aide Virginie, la sœur de Cécile, tend un piège à Max et celui-ci, croyant y trouver Thierry, se rend au lieu de rendez-vous; pendant que Muriel et Xavier se marient en compagnie de tous leurs ami(e)s. Le patron de Lola, piégé, se rend à l'auberge du Sans-souci. Pendant ce temps, la mère de Cécile prévient l'inspecteur via une cabine téléphonique. Alors que toute la brigade se rend au Sans-souci, les quatre filles dévalisent le postal service d'une façon théâtrale et magistrale. Max, armé d'un bazooka, tire sur le véhicule Sécuribank mais se fait arrêter immédiatement avec tous ceux qui ont été piégés. Ils se retrouvent condamnés. 
À la fin du film, la maison est enfin terminée. Les quatre filles peuvent goûter au bonheur : en particulier Muriel qui se retrouve enceinte et Bijou qui compte bien épouser l'inspecteur Thierry.

## Fiche technique
- Titre : Les Braqueuses
- Visa : n° 81599
- Réalisateur : Jean-Paul Salomé
- Scénario et dialogues : Jean-Paul Salomé, Laurent Bénégui, Gérard Mordillat, Joëlle Goron
- Musique : Bill Baxter, Josh Evans, Olivier Lanneluc, Claude Sitruk
- Son : Jérôme Thiault, Claude Villand
- Image : Patrick Duroux
- Montage : Michèle Robert-Lauliac
- Scripte : Laurence Lemaire-Bazi
- Pays d'origine :  France
- Sociétés de production : Chrysalide Films, Studio Canal, M6 Films, CEC Rhône-Alpes
- Producteur délégué : Monique Annaud
- Directeur de production : Gilles Sacuto
- Format : couleur (Eastmancolor) - 1.66:1 (5/3) - Dolby SR - 35 mm
- Genre : comédie
- Durée : 89 minutes
- Date de tournage : 1993
- Date de sortie : France : 29 juin 1994
- Public : Tout public

## Distribution
- Catherine Jacob : Cécile Lambardant
- Clémentine Célarié : Bijou
- Alexandra Kazan : Muriel
- Nanou Garcia : Lola
- Jean-Claude Adelin : Xavier
- Laurent Spielvogel : M. Leroux
- Jacques Gamblin : Inspecteur Thierry
- Annie Girardot : la mère de Cécile
- Vanessa Guedj : Virginie, la sœur de Cécile
- Jean-Paul Salomé : le médecin accoucheur
- Roland Amstutz : M. Bernachon
- Frankie Pain : la prof de dactylo
- Jacques Rosny : le directeur du Crédit de la Drôme
- Harry Cleven : Max
- Jean Grecault : M. Chaupitre
- Abbes Zahmani : M. Ted
- Philippe Saïd : le gérant du sex shop
- Luc Palun : le brigadier
- Luce Bekistan : la sage-femme
- Carole Fantony : Marie-Rose
- Julia Dabbene : Chloé
- Olivia Margueritte : Delphine
- Pierre Bianco : le pharmacien braqué
- Anthony Magnin : le braqueur de la pharmacie
- François Bourde : le dragueur du billard
- Pierre Dalban-Moreynas : l'huissier
- John Fernie : le conducteur du fourgon Sécuribank
- Armand Chagot : le convoyeur
- Thierry Ponthieux : le deuxième convoyeur
- Serge Marie : le journaliste
- Louis Merino : le proviseur
- Marine Orfino : la vendeuse country
- Jacques Pabst : Bedoucha
- Nar Sene : Léopold
- François Borysse : M. Pognard
- Stéphane Legros : le fils Pognard
- Mohamed Hamaidi : Mustapha
- Yann Rodriguez-Lopez : Joao
- Stéphane Desvalois : Simon
- Mathilde Grousson : le bébé de Bijou
- André Raffard : le client âgé de la banque
- Alexandre Souillac : le copain de Virginie
- Serge Soulié : le pasteur
- Jemmy Walker : la petite vieille

## Production

### Lieux de tournage
- Montélimar (scènes de la CNPE de Cruas-Meysse et de la banque de la Drôme).
- Valence (scènes de la laverie, du sex-shop et de la maison d'arrêt).